# گرافتیک
گرافتیک (به هلندی: West-Graftdijk) یک منطقهٔ مسکونی در هلند است که در آلکمار واقع شده‌است. گرافتیک ۷۱۰ نفر جمعیت دارد.